# Аберкомби (Северна Дакота)
Аберкомби (енгл. Abercrombie) град је у америчкој савезној држави Северна Дакота.

## Демографија
По попису из 2010. године број становника је 263, што је 33 (-11,1%) становника мање него 2000. године.
| Група             | 2000.       | 2010.       |
| Белци             | 286 (96,6%) | 259 (98,5%) |
| Афроамериканци    | 0 (0,0%)    | 1 (0,4%)    |
| Азијати           | 1 (0,3%)    | 0 (0,0%)    |
| Хиспаноамериканци | 0 (0,0%)    | 1 (0,4%)    |
| Укупно            | 296         | 263         |